# Trận Carthage (439)
Trận Carthage diễn ra vào ngày 19 tháng 10 năm 439, thành Carthage – một trong những thành phố quan trọng nhất của Đế quốc Tây La Mã – đã bị người Vandal chiếm giữ. Dưới sự chỉ huy của thủ lĩnh Genseric, người Vandal trước đó đã vượt qua eo biển Gibraltar để tiến vào Bắc Phi. Vào tháng 8 năm 431, họ đã chiếm được thành Hippo Regius, nơi sau đó được chọn làm kinh đô đầu tiên của vương quốc Vandal mới thành lập.
Mặc dù giữa người Vandal và người La Mã đã có một thỏa thuận hòa bình tương đối mong manh, Genseric vẫn bất ngờ tiến hành một cuộc tấn công bất ngờ nhằm vào Carthage vào tháng 10 năm 439. Cuộc đột kích này đã diễn ra nhanh chóng và hiệu quả, khiến người La Mã không kịp trở tay. Sau khi chiếm được thành phố, người Vandal đã tiến hành cướp bóc Carthage, tàn phá tài sản và tài nguyên nơi đây.
Không chỉ dừng lại ở việc chiếm đóng, Genseric còn quyết định chuyển thủ đô vương quốc Vandal từ Hippo Regius về Carthage, biến thành phố này thành trung tâm quyền lực chính trị và quân sự mới. Việc mất Carthage không chỉ là một cú sốc lớn đối với Đế quốc Tây La Mã mà còn đánh dấu một bước ngoặt trong lịch sử Bắc Phi, khi Carthage trở thành căn cứ quyền lực của người Vandal trong nhiều thập kỷ sau đó.

## Bối cảnh

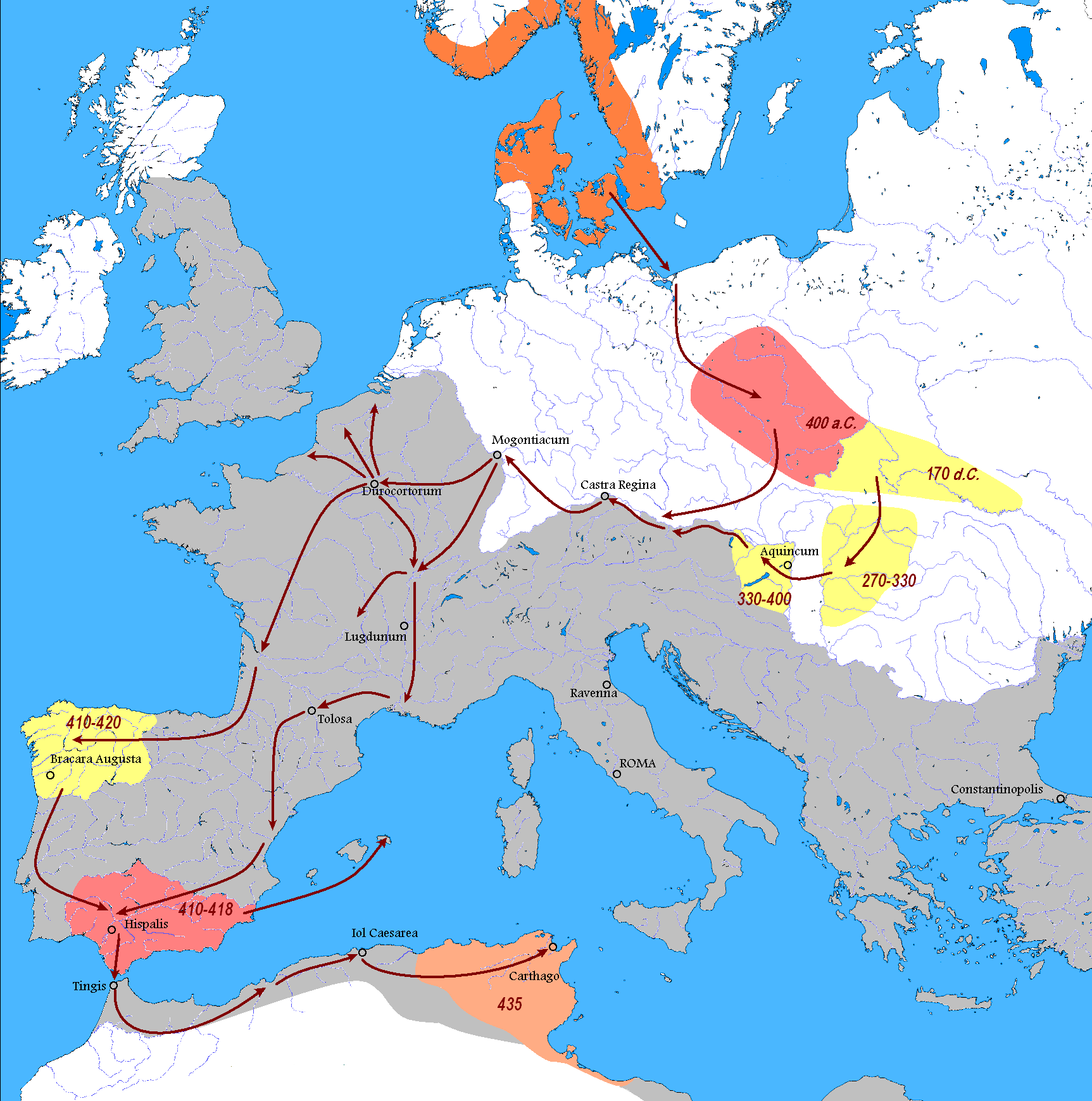
Di cư của người Vandal

### Tại Gaul
Vào năm 406, người Vandal bắt đầu hành trình rời khỏi vùng Pannonia (nay thuộc Hungary), tiến quân về phía tây dọc theo sông Danube mà không gặp nhiều trở ngại. Tuy nhiên, khi đến vùng sông Rhine, người Vandal đã vấp phải sự kháng cự quyết liệt từ người Frank, những người khi đó kiểm soát các vùng đất La Mã hóa ở miền bắc xứ Gaul (Pháp ngày nay).
Trong trận chiến khốc liệt xảy ra, 20.000 người Vandal đã thiệt mạng, trong đó có cả vua Godigisel, thủ lĩnh người Vandal. Tuy nhiên, nhờ có sự trợ giúp của người Alan, liên minh này cuối cùng đã đánh bại người Frank. Vào ngày 31 tháng 12 năm 406, người Vandal vượt sông Rhine, mở đầu cho cuộc xâm lược lãnh thổ Gaul, gây ra những thiệt hại nghiêm trọng và tàn phá nặng nề vùng đất này.
Sau khi Godigisel qua đời, con trai ông là Gunderic lên kế vị và tiếp tục dẫn dắt người Vandal tiến quân tây tiến và nam tiến qua vùng Aquitaine, tiếp tục các cuộc cướp phá và chiếm đóng lãnh thổ trong hành trình vượt qua vùng Gaul để tiến về bán đảo Iberia.

### Đến Tây Ban Nha
Vào năm 409, Gunderic dẫn người Vandal vượt dãy Pyrenees tiến vào bán đảo Iberia. Tại đây, người Vandal chia thành hai nhóm chính để định cư: nhóm Asdingi chiếm đóng vùng Galicia (miền tây bắc Tây Ban Nha ngày nay), trong khi nhóm Silingi định cư ở Andalusia (miền nam).
Sau đó là khoảng hai thập kỷ chiến tranh đẫm máu và không mục đích, khi các nhóm dân tộc man rợ như Vandal, Goth, Suebi, và quân đội Đế quốc La Mã liên tục giao tranh giành lãnh thổ và quyền kiểm soát. Trong cuộc chiến kéo dài này, người Vandal Silingi gần như bị tiêu diệt hoàn toàn. Tuy nhiên, phần còn lại của người Alani – một dân tộc có gốc Turanian từ vùng Iran – đã tiến qua bán đảo và tiếp quản vùng Andalusia, nơi từng là lãnh địa của Vandal Silingi.

### Đến Châu Phi
Sau cái chết của Gunderic vào đầu năm 428, người kế vị là em cùng cha khác mẹ – Genseric (còn gọi là Gaiseric). Vào tháng 5 năm đó, Genseric tập hợp toàn bộ người Vandal tại bờ nam vùng Andalusia, với tổng số khoảng 80.000 người.
Cuối năm 428, người Vandal bắt đầu vượt biển đến Bắc Phi. Theo một số nguồn, cuộc di cư này diễn ra sau khi nhận được lời mời từ Bonifacius, bá tước châu Phi của La Mã, người khi đó đã mâu thuẫn với triều đình tại Ravenna và có thể đã cung cấp tàu thuyền để thực hiện chuyến vượt biển. Tuy nhiên, lời mời này vẫn còn gây tranh cãi trong giới học giả.
Khi người Vandal đổ bộ gần vùng ingis (hiện nay là Tangier, Maroc), Bonifacius dường như đã đổi ý và yêu cầu người Vandal rời khỏi Bắc Phi, nhưng Genseric từ chối. Một trận chiến đã diễn ra gần thị trấn Calama, nơi Genseric đánh bại quân đội hỗn hợp La Mã–Goth của Bonifacius. Bonifacius cùng tàn quân rút lui về thành phố Hippo Regius (nay thuộc Algérie).
Không còn bị ngăn cản, Genseric dẫn người Vandal chinh phục thần tốc các vùng đất La Mã tại châu Phi, và đến tháng 5 năm 430, chỉ còn lại ba thành phố của châu Phi thuộc La Mã chưa rơi vào tay người Vandal: Carthage, Hippo, và Cirta.

## Bao vây Hippo và đánh chiếm Carthage
Cuộc vây hãm thành Hippo Regius kéo dài từ tháng 5 năm 430 đến tháng 7 năm 431, nhưng kết thúc người Vandal thất bại. Sau đó, vào ngày 30 tháng 1 năm 435, Hoàng đế La Mã Valentinianus III ký hòa ước với Gaiseric (Genseric). Theo đó, La Mã giữ lại thành phố Carthage và vùng tỉnh thống đốc nhỏ nhưng giàu có quanh nó, trong khi bảy tỉnh châu Phi còn lại, bao gồm Hippo, được trao cho người Vandal kiểm soát.
Gaiseric tuân thủ hiệp ước này cho đến khi nó không còn phù hợp với mục tiêu của mình. Vào ngày 19 tháng 10 năm 439, Gaiseric bất ngờ tấn công và chiếm lấy Carthage mà không tuyên bố chiến tranh. Việc người Vandal chiếm Carthage – thành phố lớn thứ ba Đế chế La Mã – đánh dấu một bước ngoặt lớn. Người Vandal kiểm soát thành phố trong suốt 94 năm. Gaiseric dường như coi năm chiếm được Carthage là năm đầu tiên của triều đại mình.
Trong phần lớn quãng đời còn lại, Gaiseric liên tục tham chiến, nhưng mục tiêu không phải là mở rộng lãnh thổ, mà là cướp bóc và làm giàu. Gaiseric biến Carthage thành một căn cứ hải tặc lớn nhất Địa Trung Hải, nơi mà theo lời Gaiseric là để “tấn công những kẻ mà Chúa đang giận dữ”.
Gaiseric được cho là người tạo ra hạm đội hải quân duy nhất của các dân tộc man rợ thời đó, và trong suốt 30 năm, Gaiseric là thế lực hàng đầu trên biển Địa Trung Hải. Cuộc cướp phá thành Rome vào năm 455 là đỉnh cao trong chuỗi các chiến dịch cướp bóc của Gaiseric. Trả lời lời kêu gọi giúp đỡ từ Licinia Eudoxia, góa phụ của hoàng đế Valentinianus III, Gaiseric chiếm Rome dễ dàng và trong 14 ngày, Gaiseric cho binh lính vơ vét toàn bộ tài sản có thể di chuyển trong thành phố một cách bình tĩnh và hệ thống.
Trong số chiến lợi phẩm, có lời đồn rằng các thánh vật của Đền thờ Do Thái thứ hai, từng bị tướng Titus đưa từ Jerusalem về Rome, cũng bị mang về Carthage. Eudoxia cùng hai con gái của bà cũng bị bắt đi. Công chúa Eudocia, một trong hai người con gái, sau đó kết hôn với Hunneric, con trai trưởng của Gaiseric. Eudoxia và con gái còn lại, sau nhiều năm đàm phán khó khăn, được đưa về Constantinople.

## Hệ quả
Theo Luis Agustín García Moreno, việc người Vandal chinh phục Bắc Phi đã đánh dấu sự ra đời nhà nước German đầu tiên không công nhận quyền tối cao của Đế chế La Mã, và không duy trì bất kỳ liên minh nào với La Mã. Việc người Vandal chọn thời điểm chiếm Carthage làm mốc để bắt đầu lịch sử niên đại – qua câu văn “anno… regis Geiserici” (năm trị vì của Geiseric) – cho thấy tầm quan trọng đặc biệt mà người Vandal gán cho chiến thắng này.
Sử gia Pierre Cosme cũng nhấn mạnh rằng Vương quốc Vandal đã gián tiếp góp phần lớn vào sự sụp đổ Đế chế Tây La Mã: sau khi mất đi các tỉnh giàu có nhất (như Bắc Phi), đế chế bị giới hạn lại ở phần phía tây châu Âu – nơi phần lớn đã bị các tộc man rợ chiếm đóng. Chỉ 37 năm sau khi mất Carthage, Đế quốc Tây La Mã sụp đổ hoàn toàn vào năm 476.
Theo Chris Wickham, sự kiện chiếm Carthage năm 439 có thể được coi là bước ngoặt khiến sự suy tàn của La Mã trở nên không thể đảo ngược, vì vùng đất mất đi chính là nơi cung cấp ngũ cốc và dầu ăn chính cho La Mã.
David Álvarez Jiménez đồng ý với Cosme và Wickham khi khẳng định: thiệt hại đối với đế chế La Mã – về tinh thần, chính trị, chiến lược và đặc biệt là kinh tế – là đòn đánh chí mạng, biến sự kiện này thành một bước ngoặt quan trọng dẫn đến sự sụp đổ của Đế quốc Tây La Mã.